# Рогожников Олексій Володимирович
Олексі́й Володи́мирович Рого́жников — український військовослужбовець, підполковник Збройних Сил України, учасник російсько-української війни.

## Біографія
Виріс у родині військовослужбовців, тож вирішив стати танкістом-інженером. 2003 року закінчив танковий інженерний факультет Харківського інституту танкових військ.
Одразу після завершення навчання у Військовому інституті, був направлений для подальшого проходження військової служби до 17 ОТБр (в/ч А3283, м. Кривий Ріг). Був призначений на посаду заступника командира танкової роти з озброєння. З 2009 по грудень 2014 року — командир роти, а з грудня 2014 по серпень 2017 — заступник командира танкового батальйону.
У серпні 2017 року був призначений на посаду командира 1-го танкового батальйону 17 ОТБр.
Одружений, має сина.

## Бойовий шлях
З початком російської збройної агресії проти України в квітні 2014 року у складі зведеного батальйону 17-ї танкової бригади був направлений на територію проведення антитерористичної операції. На той час не вистачало командирів-сержантів, і капітан Рогожников став командиром відділення. До кінця червня 2014 року виконував завдання в районі міста Ізюм Харківської області. 22 червня підрозділ Рогожникова у складі колони перевозив на тралі танк з однієї позиції на іншу, о 23:15, поблизу села Довгенького Ізюмського району колона потрапила в засідку. Постріл з РПГ потрапив у двигун МАЗа-537. Тоді на допомогу прийшли десантники, атаку російсько-терористичної диверсійної групи було відбито.
Танкісти повернулися у пункт постійної дислокації (ППД), де було сформовано танкову роту, яка після злагодження, на початку осені 2014 року зайняла позиції навколо Дебальцевого. Командир роти Рогожников виконував завдання від Вуглегірська до Троїцького, якийсь час командував опорним пунктом «Валєра», який потім передали 128 ОГПБр. Брав участь у боях, відбитті атак ДРГ, позиції постійно перебували під обстрілами з мінометів та важкої артилерії. У грудні 2014 року капітан Рогожников, передавши роту іншому офіцерові, обійняв посаду заступника командира батальйону. Як замкомбата й інженер їздив ремонтувати техніку, возив пальне, БК, міняв людей, — до самого виходу з Дебальцевого. За ті бої майор був нагороджений орденом Богдана Хмельницького III ступеня.
Навесні 2015 року батальйон відвели на переформування в ППД, і після відновлення боєздатності знову повернули на Донбас. Після відведення військ, згідно Мінським угодам, танкісти були в резерві. Перебуваючи на другій лінії оборони, регулярно проводили навчання, марші, виїзди по тривозі в райони зосередження, відпрацьовували всі можливі варіанти взаємодії з частинами, що стоять на першій лінії. Неподалік від місця тимчасової дислокації облаштували танкодром й постійно вдосконалювали бойові навички. У серпні 2017 року майор Рогожников прийняв під командування батальйон.

## Нагороди
- Орден Богдана Хмельницького ІІІ ступеня, — за особисту мужність і самовідданість, виявлені у захисті державного суверенітету та територіальної цілісності України, високий професіоналізм, вірність військовій присязі (25.12.2015)[2].
- Орден Данила Галицького — за особисту мужність і самовіддані дії, виявлені у захисті державного суверенітету та територіальної цілісності України, вірність військовій присязі  (20.6.2022)[3].